# Ефимов, Геннадий Николаевич
Геннадий Николаевич Ефимов (14 ноября 1939 года; Севастополь) — специалист в области математической обработки наблюдений. Известный российский геодезист.

## Биография
Родился 14 ноября 1939 г. в семье служащих. Окончил в 1963 г. МИИГАиК получив специальность астрономо-геодезист. С 1971 года — главный инженер Головного информационно-вычислительного центра. С 1992 года− начальник вычислительного цеха Астрономо-Геодезической сети и Главной высотной основы СССР. В 1998 г. становится специалистом по компьютерным сетям. Имеет квалификацию программиста.

## Трудовая деятельность
Трудовой путь Геннадий Николаевич начал в Алма-Атинском аэрогеодезическом предприятии Главного Управления Геодезии и Картографии при Совете Министров СССР. Получил назначение на должность инженера. Впоследствии стал ведущим разработчиком алгоритмов и программ для ЭВМ. Итогом работы, на этом предприятии, стала программа уравнивания линейно-угловых геодезических сетей объемом до 2000 пунктов.
В 1971 году Геннадий Николаевич направляется на службу в Московское аэрогеодезическое предприятие на должность главного инженера Головного информационно-вычислительного центра. Там он приступает к координации работы по формированию и уравниванию Европейской астрономо-геодезической сети (ЕГАС) включавшей в себя сети Восточно-Европейской части СССР и Социалистических государств Восточной Европы. Благодаря разработанным технологиям Геннадия Николаевича, появилась возможность решить многие важнейшие задачи в отрасли. Успешная деятельность по реализации поставленных задач приносит Геннадию Николаевичу международную известность.
Геннадий Николаевич работал еще над одним важным вопросом того времени − уравниванием Астрономо-Геодезической сети (АГС) и Главной высотной основы СССР, а позднее России. В1992 году, он становится начальником вычислительного цеха и трудится в этом направлении вплоть до момента образования РФ.
После перестройки Геннадий Николаевич курирует деятельность по уравниванию ГВО в странах СНГ. Он внедряет программу, возможности которой позволяют уравнивать нивелирные сети неограниченного размера.
С 2004 по 2010 гг. Геннадий Николаевич исследует картографические проекции и системы координат в Институте географии РАН. При этом находит решение многих вопросов в области методического и программного обеспечения создания и поддержки местных систем координат для линейно-протяжных объектов. Геннадий Николаевич стал одним из создателей каталога координат АГС в новой государственной системе СК-95.
Сейчас Геннадий Николаевич трудится над определением пунктов АГС в государственной системе координат ГСК-2011.

## Награды и премии
Геннадий Николаевич Ефимов стал Лауреатом Премии Ф. Н. Красовского 1983 года и получил звание лучшего рационализатора геодезии и картографии. Геннадий Николаевич награждён правительственными наградами «Заслуженный работник геодезии и картографии РСФСР», а также медалью «850- летия Москвы». Заслуги Геннадия Николаевича в сфере производства и научно-исследовательской деятельности получили высокую оценку правительства Российской Федерации. За эти достижения Геннадий Николаевич Ефимов награждён Орденом Почета.